# 大小方台
大小方台，位于中国青海省湟源县日月乡大茶石浪村，为第四批青海省文物保护单位，公布日期为1986年5月27日，类型为古遗址。
大小方台的历史年代为唐。